# Brabanti Mária francia királyné

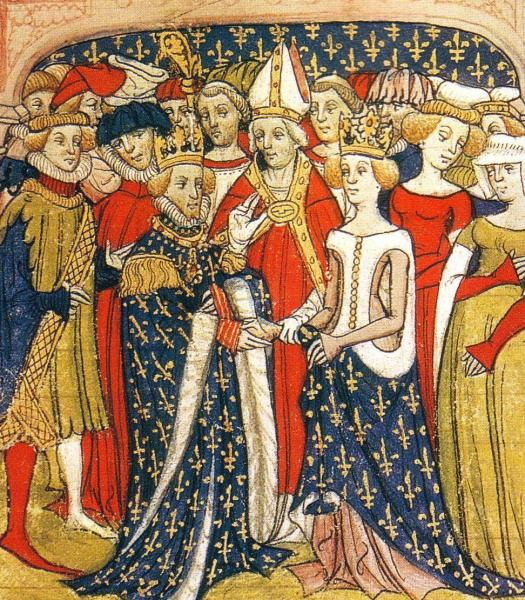
III. Fülöp és Brabanti Mária esküvője, 14. századi miniatúra

Brabanti Mária  (Leuven, 1254. május 13. – Meulan mellett, 1321. január 10. vagy 1322. január 12.) Franciaország királynéja, III. (Merész) Fülöp második felesége, III. (Kedélyes) Henrik brabanti herceg és Burgundi Adelhaid leánya volt.
1274. augusztus 21-én Vincennes-ben ment feleségül a három éve megözvegyült, nála kilenc évvel idősebb uralkodóhoz. 1275. június 24-én koronázták meg a párizsi Sainte-Chapelle-ben. Azzal gyanúsították, hogy része volt Fülöp első házasságából származó elsőszülött fiának megmérgezésében, de sikerült tisztáznia magát a vád alól. 
A király 1285-ös halálát követően Mária egy Meulan melletti kolostorba vonult vissza, itt érte a halál harminchat évvel később. A párizsi minoriták kolostorában helyezték örök nyugalomra.

## Gyermekei
- Lajos (1276–1319), Évreux grófja
- Margit (1282–1318), 1299-től I. Eduárd angol király felesége
- Blanka (1278–1306), 1300-tól I. Rudolf cseh király felesége